# Mielichhoferia pernana
Mielichhoferia pernana là một loài Rêu trong họ Bryaceae. Loài này được (Müll. Hal.) Paris mô tả khoa học đầu tiên năm 1897.